# Atlanta (travhäst)
Atlanta, född 2015, är en amerikansk varmblodig travhäst. Sedan 2019 tränas hon av Ron Burke, och körs av Yannick Gingras. Hon tränades tidigare av Rick Zeron och kördes av Scott Zeron. Hon är uppfödd i USA av svensken Stefan Balazsi.

## Karriär
Atlanta, ursprungligen med namnet Django Unchained, köptes som ettåring för 60 000 dollar på hästauktionen i Harrisburg.
Atlanta började tävla i juli 2017, och har till juli 2019 sprungit in 1 480 019 dollar på 32 starter, varav 18 segrar, 5 andraplatser och 2 tredjeplatser. Hon har tagit karriärens hittills största seger i Hambletonian Stakes (2018). Hon har även segrat i Kentucky Futurity Filly (2018), Empire Breeders Classic (2018), Arthur J. Cutler Memorial (2020) och Miss Versatility Trot (2022).
När hon segrade i Hambletonian Stakes (2018) blev hon det första sto som segrat i loppet sedan 1996.

### Ägarbyte
I slutet av 2018 dömdes Atlantas tränare Rick Zeron till sex månaders avstängning för att bland annat förfalskat etiketter på medicinflaskor. Zeron ägde även fem procent av hästen, men resterande delägare beslutade för att flytta Atlanta till Tony Alagnas träning. Zeron hämtade senare tillbaka Atlanta, och erbjöds att köpas ut ur ägandeskapet.
I februari 2019 blev det officiellt att Atlanta istället skulle säljas på auktion. Hon såldes då för 1 550 000 dollar (ca 14,5 miljoner kronor), ill Michelle Crawford, som även var delägare innan auktionen. Atlanta flyttades därefter till Ron Burkes träning.

### Säsongen 2019
Atlanta debuterade för Ron Burke den 6 maj 2019 på Miami Valley Raceway, och kördes då av Yannick Gingras. I loppet, som även var årsdebut vann Atlanta på 1.50.4 (1.08,9), och slog världsårsbästa på tusenmetersbana, samt raderade ut Miami Valley Raceways gamla bankrekord på 1.52.1 (1.09,8).

#### Elitloppet
Efter årsdebuten meddelade tränare Burke att han siktar mot att starta i 2019 års upplaga av Elitloppet på Solvalla. Senaste gången en fyraårig häst vann Elitloppet var 1988, då amerikanske Mack Lobell (som även han vunnit Hambletonian Stakes) vann. Resan ställdes sedan in på grund av transportproblem.

#### Världsrekord
Den 6 juli 2019 startade Atlanta i finalen av Graduate Stakes på Meadowlands, och segrade tillsammans med Yannick Gingras på tiden 1:49.1 (1.07,9). Segertiden var den snabbaste som något sto någonsin sprungit, samt den snabbaste som någonsin sprungits på banan. Tidigare världsrekord hade Hannelore Hanover med tiden 1:49.2 (1.08,0). Atlanta slog sedan nytt världsrekord på The Red Mile i Allerage Farms Mare Trot, på tiden 1:49.0 (1.07,8). Efter loppet meddelades det att Atlanta siktades mot 2022 års upplaga av Elitloppet, men då Atlanta bär på ett embryoföl, stoppades de planerna av UET:s reglemente.

## Stamtavla
| Efter Chapter Seven 2008  | Windsong's Legacy 2001 | Conway Hall      | Garland Lobell   |
| Efter Chapter Seven 2008  | Windsong's Legacy 2001 | Conway Hall      | Amour Angus      |
| Efter Chapter Seven 2008  | Windsong's Legacy 2001 | Yankee Windsong  | Prakas           |
| Efter Chapter Seven 2008  | Windsong's Legacy 2001 | Yankee Windsong  | Yankee Scottie   |
| Efter Chapter Seven 2008  | La Riviera Lindy 2003  | Dream Vacation   | Pine Chip        |
| Efter Chapter Seven 2008  | La Riviera Lindy 2003  | Dream Vacation   | Dream on Victory |
| Efter Chapter Seven 2008  | La Riviera Lindy 2003  | Royal Lindy      | Harmonious       |
| Efter Chapter Seven 2008  | La Riviera Lindy 2003  | Royal Lindy      | Vanessa Hill     |
| Undan Hemi Blue Chip 2010 | Cantab Hall 2001       | Self Possessed   | Victory Dream    |
| Undan Hemi Blue Chip 2010 | Cantab Hall 2001       | Self Possessed   | Feeling Great    |
| Undan Hemi Blue Chip 2010 | Cantab Hall 2001       | Canland Hall     | Garland Lobell   |
| Undan Hemi Blue Chip 2010 | Cantab Hall 2001       | Canland Hall     | Canne Angus      |
| Undan Hemi Blue Chip 2010 | Hustle N.Muscle 2000   | Muscles Yankee   | Valley Victory   |
| Undan Hemi Blue Chip 2010 | Hustle N.Muscle 2000   | Muscles Yankee   | Maiden Yankee    |
| Undan Hemi Blue Chip 2010 | Hustle N.Muscle 2000   | Vernon Blue Chip | Sir Taurus       |
| Undan Hemi Blue Chip 2010 | Hustle N.Muscle 2000   | Vernon Blue Chip | Amanda T.Collins |